# White Girl/NORIKO Part VI
『White Girl/NORIKO Part VI』は、日本の歌手・酒井法子が1990年7月4日に発売した6枚目のオリジナル・アルバムである。

## 売上
週間オリコンチャートにおいては9位を記録、登場週数は5週。

## 収録曲
| 全編曲: 井上日徳。 |                                                |            |                |       |
| #                  | タイトル                                       | 作詞       | 作曲           | 時間  |
| 1.                 | 「Lonely Heartによろしく (Good News Version)」 | 及川眠子   | 都志見隆       | 03:52 |
| 2.                 | 「カタチから入ろう」                           | 谷亜ヒロコ | 関口敏行       | 04:22 |
| 3.                 | 「そうかも! いいかも!」                        | 谷亜ヒロコ | 鈴木キサブロー | 03:53 |
| 4.                 | 「ホワイト・ガール」                           | 遠藤京子   | 遠藤京子       | 04:14 |
| 5.                 | 「みんないいじゃない」                         | 原真弓     | 羽場仁志       | 04:40 |
| 6.                 | 「友情キッス」                                 | 原真弓     | 鈴木キサブロー | 04:46 |
| 7.                 | 「100%の雨が降る」                             | 及川眠子   | 冨山光弘       | 04:02 |
| 8.                 | 「ダイヤモンド☆ブルー (July Mix)」             | 遠藤京子   | 遠藤京子       | 03:56 |
| 9.                 | 「あの頃に逢いたい」                           | 及川眠子   | 鈴木キサブロー | 05:33 |
| 10.                | 「Sweet Home」                                 | 遠藤京子   | 遠藤京子       | 04:23 |
| 11.                | 「幸福なんてほしくないわ」                     | 松本隆     | 入江剣         | 04:26 |
| 合計時間:          | 合計時間:                                      | 合計時間:  | 合計時間:      | 48:07 |